# Epplingen
Epplingen ist ein Stadtteil von Boxberg im Main-Tauber-Kreis im fränkisch und badisch geprägten Nordosten Baden-Württembergs.

## Geographie

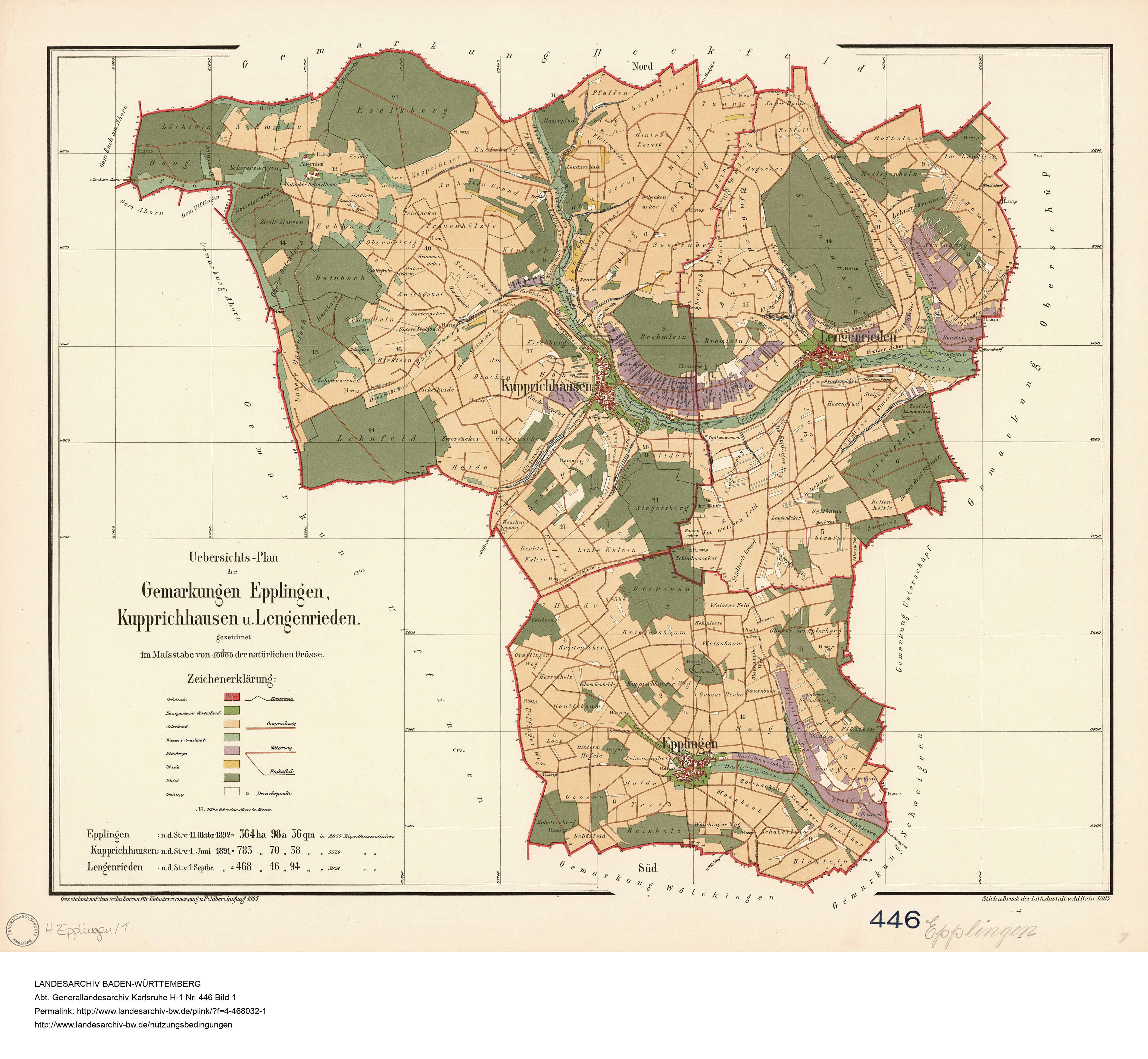
Die Gemarkung von Epplingen, um 1893, daneben die Gemarkungen von Kupprichhausen und Lengenrieden

Epplingen befindet sich als kleines Haufendorf in Tallage in einem geschlängelten Seitental an einem linken Quellfluss der Umpfer, etwa 3 km nördlich von Boxberg. Zur Gemarkung der ehemaligen Gemeinde Epplingen gehört das Dorf Epplingen (⊙) und der Wohnplatz Aussiedlerhöfe Wanne (⊙).

## Geschichte

### Mittelalter
Die Ursprünge der Siedlung reichen vermutlich bis in die frühfränkische Zeit im 6. oder 7. Jahrhundert zurück. Im Jahre 1245 wurde der Ort erstmals urkundlich als Eppilingen erwähnt. Der Ort war wohl ursprünglich eng mit Wölchingen verbunden, gehörte einst zur Herrschaft Boxberg und dadurch seit 1381 den Herren von Rosenberg.

### Neuzeit
1561 kam der Ort unter pfälzische Oberhoheit und zum Zehnt Boxberg. Die Ortsherrschaft wurde jedoch wieder an die Herren von Rosenberg verliehen. Nachdem die Herren von Rosenberg im Mannesstamm 1632 ausstarben, gelangte der Ort wiederum an die Kurpfalz. 1803 kam der Ort an das Fürstentum Leiningen, bevor er 1806 badisch wurde. Die Amtszugehörigkeit ist identisch mit der von Boxberg. Am 1. Januar 1973 wurde Epplingen gemeinsam mit Angeltürn, Bobstadt, Lengenrieden, Schwabhausen, Uiffingen und Windischbuch in die Stadt Boxberg eingemeindet.

### Einwohnerentwicklung
Die Bevölkerung von Epplingen entwickelte sich wie folgt:
| Jahr | Gesamt |
| ---- | ------ |
| 1961 | 237    |
| 1970 | 220    |
| 2014 | 128    |

## Religion
Im Mai 2018 gehörten zur evangelischen Kirchengemeinde 86 Gemeindeglieder. Die Osternacht wird von der evangelischen Kirchengemeinde abwechselnd mit Schweigern alle zwei Jahre gefeiert.

## Politik
Das Wappen von Epplingen zeigt: In Rot ein goldener Rechen, beseitet von zwei abgewendeten silbernen Sicheln mit goldenem Griff.

## Kultur und Sehenswürdigkeiten

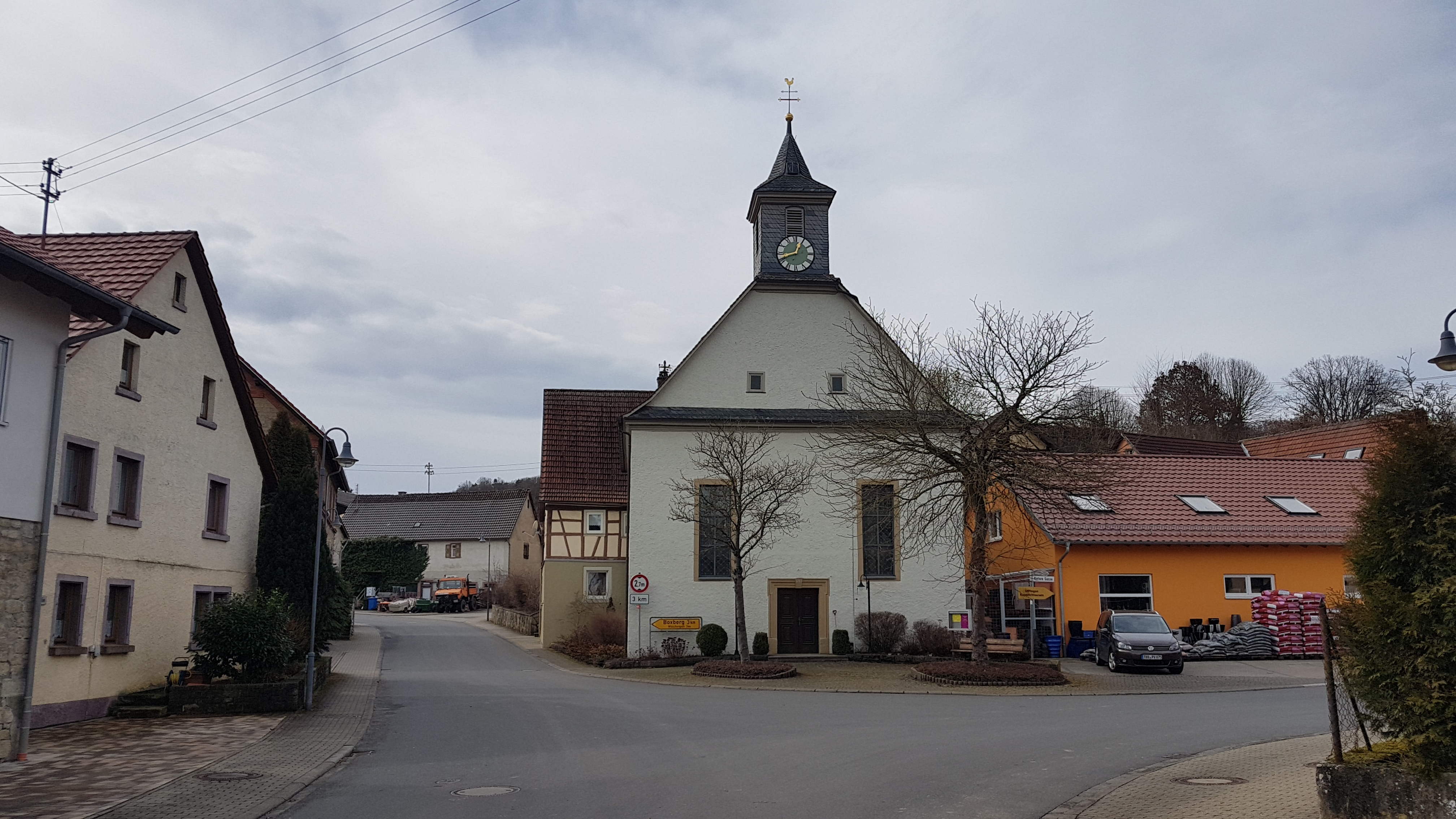
Die evangelische Kirche in Epplingen

### Kulturdenkmale
Unbewegliche Bau- und Kunstdenkmale des Ortes sind in der vom Regierungspräsidium Stuttgart herausgegebene Liste der Bau- und Kunstdenkmale aufgeführt. Eine Auskunft ist auf Anfrage bei der Unteren Denkmalschutzbehörde der Stadt Boxberg erhältlich.

### Evangelische Kirche
Die evangelische Kirche in Epplingen ist ein schlichter Saalbau mit guter Barockausstattung. Seitlich befinden sich alte Gemeinde- und Kirchenratsbänke. Die Kirche wurde im Jahre 1753/54 errichtet.

## Wirtschaft und Infrastruktur

### Verkehr
Epplingen ist aus Osten und Südosten jeweils über die K 2839 zu erreichen, die im Ortsbereich als Epplinger Straße bezeichnet wird. Die Hintere Gasse führt in nordwestlicher Richtung nach dem Ortsausgang bis zur K 2838.

### Löwenmarkt
Mit dem Löwenmarkt befindet sich ein Sonderposten-Baumarkt im Dorf.